# Neolophonotus mamathesiana
Neolophonotus mamathesiana är en tvåvingeart som först beskrevs av Stanley Willard Bromley 1947.  Neolophonotus mamathesiana ingår i släktet Neolophonotus och familjen rovflugor.
Artens utbredningsområde är Lesotho. Inga underarter finns listade i Catalogue of Life.